# Meliola dracaenicola
Meliola dracaenicola är en svampart som beskrevs av Har. & Pat. 1908. Meliola dracaenicola ingår i släktet Meliola och familjen Meliolaceae.   Inga underarter finns listade i Catalogue of Life.